# Minamata (filme)
Minamata é um filme de 2020 do gênero drama dirigido por Andrew Levitas, baseado no livro Minamata por Aileen Mioko Smith e Eugene Smith com Johnny Depp no papel do fotógrafo. Trata do Desastre de Minamata.

## Sinopse
O fotógrafo de guerra W. Eugene Smith (Depp) viaja de volta ao Japão para documentar e expor os devastadores efeitos do envenenamento em massa por mercúrio, causado pela negligência de uma poderosa fabricante de produtos químicos, em 1971, em Minamata.

## Produção
Em outubro de 2018, foi anunciado que Johnny Depp iria estrelar o filme como o fotojornalista Eugene Smith e que o filme seria dirigido por Andrew Levitas.
As filmagens começaram em Janeiro de 2019, com Bill Nighy, Minami Hinase, Hiroyuki Sanada, Tadanobu Asano, Ryo Kase e Jun Kunimura se juntando ao resto do elenco. As filmagens acontecerão no Japão, Sérvia e em Montenegro.

## Elenco
- Johnny Depp como W. Eugene Smith
- Akiko Iwase como Masako Matsumura
- Katherine Jenkins como Millie
- Bill Nighy como Robert Hayes
- Minami como Aileen Mioko Smith
- Tadanobu Asano como Tatsuo Matsumura
- Ryo Kase como Kiyoshi
- Hiroyuki Sanada como Mitsuo Yamazaki
- Jun Kunimura como Junichi Nojima
- Yosuke Hosoi como Daiki
- Lily Robinson como Diandra
- Masayoshi Haneda como Enforcer
- Tatsuya Hirano como Bodyguard
- Kenta Ogawa como Patient

## Recepção
No agregador de resenhas Rotten Tomatoes, o filme tem uma taxa de aprovação de 73% com base em 44 resenhas, com uma classificação média de 6,2/10. O consenso dos críticos do site diz: "Sentido mas confuso, Minamata presta um tributo desigual a uma história notável da vida real melhor servida pelo tratamento documental."

Na avaliação do Adoro Cinema, o filme foi avaliado em 2/5 estrelas, a critica elogia a atuação de Depp como o fotojornalista mas diz que o filme é confuso pois "não decide o que quer ser, entregando diversas cartas na mesa sem as utilizar devidamente".